# 塔爾米奇鎮區 (密歇根州)
塔爾米奇鎮區（英語：Tallmadge Township）是位於美國密歇根州渥太華縣的一個特設鎮區。

## 地方資料
塔爾米奇鎮區的面積為85.50平方千米，當中陸地面積為84.00平方千米，而水域面積為1.50平方千米。根據2020年美國人口普查的數據，當地共有人口8802人，而人口密度為每平方千米102.95人。